# Euproctis paraneura
Euproctis paraneura är en fjärilsart som beskrevs av Edward Meyrick 1886. Euproctis paraneura ingår i släktet Euproctis och familjen tofsspinnare. Inga underarter finns listade i Catalogue of Life.